# Finales de la Liga de Naciones Concacaf 2019-20
Las Finales de la Liga de Naciones de Concacaf 2019-20 fueron la fase final de la edición 2019-20 de la Liga de Naciones Concacaf, la temporada inaugural de la competencia internacional de fútbol que involucra a los equipos nacionales masculinos de las asociaciones miembros de Concacaf.
Esta última fase estuvo compuesta por los cuatro ganadores de la fase de grupos de la Liga A, quienes jugaron semifinales, un partido por el tercer puesto y un partido final para determinar el campeón de la competencia. El campeonato se llevó a cabo en una única sede.

## Formato y reglamento
Las finales se jugaron con un sistema de eliminación directa. En las semifinales, en caso de que persista el empate al final del tiempo reglamentario, no se jugarán tiempos extras y los partidos se irán directo a definición por penales. En la final, en caso de persistir el empate al final del tiempo reglamentario, se jugaran dos tiempos extras de 15 minutos cada uno. En caso de que el marcador siga empatado al término de los tiempos extras, una tanda de penales determinará al ganador del torneo. 
Cada nación debe proporcionar una lista de 23 jugadores, tres de los cuales deben ser porteros. Cada lista debe ser entregada 10 días antes del partido inaugural. Un jugador que se retire antes del primer partido puede ser reemplazado, sujeto a la aprobación final de Concacaf. El ganador del Campeonato Final de la Liga de Naciones recibirá el Trofeo del campeonato.

## Sede
Las Finales de la Liga de Naciones de la Concacaf se iban a llevar a cabo en el estado de Texas, Estados Unidos. En un inicio, las semifinales y la final se iban a jugar el 4 de junio y 7 de junio de 2020 respectivamente, pero debido a la pandemia de COVID-19 los partidos se suspendieron con fechas a definir.  Las semifinales se jugarían en la ciudad de Houston y la final en la ciudad de Dallas. Se contemplaban el BBVA Stadium para las semifinales y al AT&T Stadium  para la final. El 27 de julio de 2020 la Concacaf lanzó un comunicado donde aclaraba que las finales se jugarán en la fecha FIFA de marzo de 2021, con una sede en Estados Unidos por definir, por lo que el estatus de Texas como sede del torneo quedó como incierto.
Las finales fueron reprogramadas para jugarse en la fecha FIFA del mes de junio de 2021, con una sede en la ciudad de Denver en Estados Unidos.

## Equipos clasificados
Los cuatro ganadores de la fase de grupos de la Liga A se clasificaron según sus resultados para determinar los enfrentamientos en semifinales.
| Ganador | País           | Fecha de calificación   | Clasificación general de la Liga A | PJ | PG | PE | PP | GF | GC | DG | Pts |
| ------- | -------------- | ----------------------- | ---------------------------------- | -- | -- | -- | -- | -- | -- | -- | --- |
| Grupo B | México         | 15 de noviembre de 2019 | 1.º                                | 4  | 4  | 0  | 0  | 13 | 3  | 10 | 12  |
| Grupo C | Honduras       | 13 de octubre de 2019   | 2.º                                | 4  | 3  | 1  | 0  | 8  | 1  | 7  | 10  |
| Grupo A | Estados Unidos | 19 de noviembre de 2019 | 3.º                                | 4  | 3  | 0  | 1  | 15 | 3  | 12 | 9   |
| Grupo D | Costa Rica     | 17 de noviembre de 2019 | 4.º                                | 4  | 1  | 3  | 0  | 4  | 3  | 1  | 6   |

## Llaves
Las semifinales del torneo se jugaron de acuerdo a la clasificación general de la fase de grupos (1.º vs 4.º y 2.º vs 3.º) seguidos por el partido por el tercer lugar y la final.
- Los horarios corresponden a la hora local MDT (UTC-6).

|  | Semifinales | Semifinales    | Semifinales |                        |   | Final         | Final         | Final        |  |
|  |             |                |             |                        |   |               |               |              |  |
|  |             |                |             |                        |   |               |               |              |  |
|  | 1           | México (p.)    | 0 (5)       |                        |   |               |               |              |  |
|  | 1           | México (p.)    | 0 (5)       |                        |   |               |               |              |  |
|  | 4           | Costa Rica     | 0 (4)       |                        |   |               |               |              |  |
|  | 4           | Costa Rica     | 0 (4)       |                        | 1 | México        | 2             |              |  |
|  |             |                |             |                        | 1 | México        | 2             |              |  |
|  |             |                | 3           | Estados Unidos (t. s.) | 3 |               |               |              |  |
|  | 2           | Honduras       | 3           | Estados Unidos (t. s.) | 3 | 0             |               |              |  |
|  | 2           | Honduras       |             |                        |   | 0             |               |              |  |
|  | 3           | Estados Unidos | 1           |                        |   | Tercer lugar  | Tercer lugar  | Tercer lugar |  |
|  | 3           | Estados Unidos | 1           |                        |   | Tercer lugar  | Tercer lugar  | Tercer lugar |  |
|  |             |                |             |                        |   |               |               |              |  |
|  |             |                |             |                        |   | Honduras (p.) | Honduras (p.) | 2 (5)        |  |
|  |             |                |             |                        |   | Honduras (p.) | Honduras (p.) | 2 (5)        |  |
|  |             |                |             |                        |   | Costa Rica    | Costa Rica    | 2 (4)        |  |
|  |             |                |             |                        |   | Costa Rica    | Costa Rica    | 2 (4)        |  |
|  |             |                |             |                        |   |               |               |              |  |

#### Semifinales
| 3 de junio de 2021 | Honduras | 0:1 (0:0) | Estados Unidos | Empower Field at Mile High, Denver                        |                                                           |
| 17:30              |          | Reporte   | 89' Siebatcheu | Asistencia: 34 451 espectadores Árbitro(s): Oshane Nation | Asistencia: 34 451 espectadores Árbitro(s): Oshane Nation |

| 3 de junio de 2021 | México                                              | 0:0 (5:4 p.)               | Costa Rica                                          | Empower Field at Mile High, Denver                      |                                                         |
| 19:30              |                                                     | Reporte                    |                                                     | Asistencia: 34 451 espectadores Árbitro(s): Bryan López | Asistencia: 34 451 espectadores Árbitro(s): Bryan López |
|                    |                                                     | Tiros desde el punto penal |                                                     |                                                         |                                                         |
|                    | Antuna · Lozano · Pineda · Pulido · Romo · Gallardo |                            | Venegas · Duarte · Alfaro · Lassiter · Calvo · Cruz |                                                         |                                                         |

#### Tercer lugar
| 6 de junio de 2021 | Honduras                                            | 2:2 (0:1) (5:4 p.)         | Costa Rica                                           | Empower Field at Mile High, Denver                     |                                                        |
| 16:30              | E. Rodríguez 48' · Elis 80'                         | Reporte                    | 8' Campbell · 85' Calvo                              | Asistencia: 37 648 espectadores Árbitro(s): Reon Radix | Asistencia: 37 648 espectadores Árbitro(s): Reon Radix |
|                    |                                                     | Tiros desde el punto penal |                                                      |                                                        |                                                        |
|                    | López · Elis · Benguché · Rubio · Acosta · Alvarado |                            | Venegas · Calvo · Lassiter · Meneses · Mora · Tejeda |                                                        |                                                        |

#### Final
| 6 de junio de 2021 | México                 | 2:3 (2:2, 1:1) (t. s.) | Estados Unidos                          | Empower Field at Mile High, Denver                     |                                                        |
| 19:00              | Corona 1' · Lainez 79' | Reporte                | 27' Reyna · 82' McKennie · 114' Pulisic | Asistencia: 37 648 espectadores Árbitro(s): John Pittí | Asistencia: 37 648 espectadores Árbitro(s): John Pittí |

|                                    |
| Bandera de Estados Unidos          |
| Campeón Estados Unidos 1.er título |